# High Standard Modelo 10
La High Standard Modelo 10 es una escopeta semiautomática que fue fabricada por la High Standard Manufacturing Company de Hamden, Connecticut. Es fácilmente reconocible por su diseño bullpup, cantonera giratoria y linterna integrada.

## Historia y diseño
El diseño básico de la Modelo 10 fue desarrollada a fines de la década de 1950 por Alfred Crouch, un Sargento del Departamento de Policía de Santa Mónica, California. La meta de Crouch era crear la más eficaz escopeta de entrada para el SWAT y las unidades tácticas. Su diseño original empleaba una escopeta semiautomática Remington modificada.
A mediados de la década de 1960, Crouch vendió su diseño a la High Standard Manufacturing Company, que usó su escopeta Flite King como base para el primer modelo, el 10A. La Flite King fue modificada reemplazándole la culata, reubicando el conjunto del gatillo e instalando una carcasa de tres piezas de plástico alrededor del cajón de mecanismos y la mitad del cañón. La pieza posterior de la carcasa tenía un soquet para instalar la cantonera giratoria. La pieza inferior de la carcasa era el pistolete. Como el conjunto del gatillo había sido movido adelante para obtener el diseño bullpup, se utilizó una varilla para conectar el nuevo gatillo con su ubicación original y permitir modificaciones mínimas al cajón de mecanismos original de la Flite King.

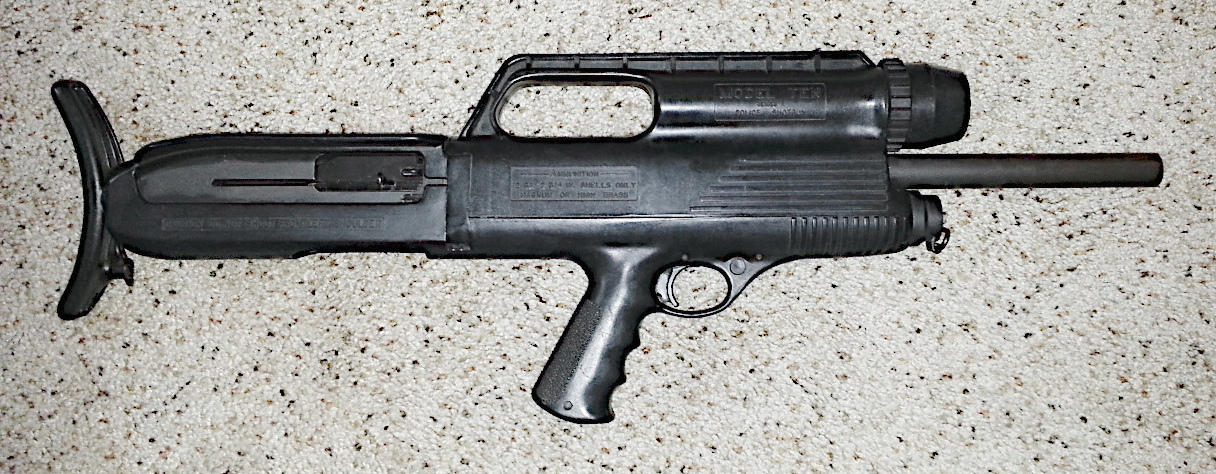
Una High Standard Modelo 10A.

Aunque la capacidad estándar del depósito tubular de la Modelo 10 es de 4 cartuchos, estaba disponible una extensión que aumentaba la capacidad a 6 cartuchos.
En la Modelo 10A, la pieza superior de la carcasa de plástico albergaba la linterna integrada y su asa de transporte.
La Modelo 10B fue mejorada con una manija de carga en el lado izquierdo, punto de mira plegable y el uso del nuevo soporte para linterna/asa de transporte como el alza. La linterna Kel-Lite podía ser retirada del soporte.

## Servicio
Originalmente, la Modelo 10 solo fue vendida a las agencias policiales. El concepto de esta escopeta era bastante interesante para varias agencias policiales, que adoptaron la Modelo 10 a fines de la década de 1960 e inicios de la década de 1970; sin embargo, la mayoría de agencias policiales le hallaron muchas desventajas y finalmente dejaron de utilizar la Modelo 10.
El problema más común era el mal funcionamiento de su sistema de gas. Según las instrucciones de la Modelo 10, solamente se debían usar cartuchos Magnum. Sin embargo, incluso con los cartuchos adecuados, el sistema de gas a veces fallaba. Otros problemas que afectaron a la escopeta fueron la variable presión necesaria para apretar el gatillo, la extraña cantonera giratoria y la tendencia del retroceso a dañar las baterías de las linterna.
Otro problema era que la Modelo 10 solamente podía ser disparada desde el hombro derecho, debido a que eyectaba con gran fuerza los cartuchos disparados desde el lado derecho del cajón de mecanismos. En el lado derecho de la escopeta está estampada la advertencia "CAUTION - DO NOT SHOOT FROM LEFT SHOULDER". 
Actualmente es utilizada por la Infantería de Marina de la Armada Argentina y las Tropas de Operaciones Especiales del Ejército Argentino y el Ejército Mexicano.

### Armas similares
- Benelli M3
- Benelli M4
- SPAS-12
- SPAS-15

### Listas relacionadas
- Anexo:Equipamiento del Ejército Argentino